# 贝因美
贝因美股份有限公司（深交所：002570），简称贝因美，是中华人民共和国的一家婴幼儿食品企业，总部位于浙江省杭州市，于1992年11月由謝宏创立。

## 历史

### 早期历史
贝因美创始人为谢宏，曾在杭州商学院（现浙江工商大学）就读食品卫生专业，是中国第一批食品卫生专业本科生。1987年进入浙江大学就读哲学，期间对婴幼儿产生兴趣。1991年年末，谢宏的一个朋友向他推荐了杭州郊区余杭的一家处于经营不善的乡镇饼干厂，谢宏接受聘任成为该厂的新厂长，并以技术入股取得了20%的股份。当时中国大陆的婴幼儿米粉产品由亨氏和雀巢两家品牌垄断，配方根据西方人体质研制。于是谢宏根据中国人生理特征，对婴幼儿米粉配方进行重新调配，定位为“为中国宝宝研制”，以“口感细腻，入口即化，品质一流”为特点。1992年，贝因美婴儿配方米粉正式进入市场，谢宏在为产品确定价格时，将每盒零售价定在13元，较其他品牌要低。创业初期的谢宏由于工资偏低，便向同乡借18万元用于广告宣传及企业发展。同年，浙江开始推行乡镇企业改制试点，谢宏将所在企业改造为私营企业，而后再次面临资金短缺的难题。经谢宏的一位老师介绍，贝因美于1992年11月引入德国人科尔作为投资者，持股比例为30%，由此成为合资企业。
贝因美发展初期，首先进入上海、江苏、浙江市场，采取中心城市以直营、特约经销为主，非中心城市以代理为主的销售网络，与竞争对手亨氏在长江三角洲市场形成分庭抗礼的局面。1995年，贝因美的资产从最初的260万元增长到近3000万元。同年底，一家国际食品巨头在中国市场的年度报告中，将贝因美列为中国市场潜在的“第一号对手”。在谢宏察觉到原有工厂的生产能力满足不了企业迅速扩张的需要后，他计划再兴建一条当时华东地区最大，年产量1.5万吨营养米粉的生产线。由于投入大量资金，这一计划险些令企业倒闭，也令企业陷入欠薪潮之中，更引来供应商的讨债。1997年底，一些债主同意把债权转为股权，成为贝因美的股东，由此解决了危机。不久后贝因美开始占据中国婴幼儿米粉市场，年市场增量达到70%，成为中国婴幼儿米粉市场的销量榜首。1999年，浙江贝因美科工贸股份有限公司成立。

### 稳步发展
凭借婴幼儿米粉产品的成功营销，2001年，以“国际品质，华人配方”定位的贝因美奶粉上市，并通过早期建立起的销售网络迅速占据市场；与此同时，贝因美计划打造成一家集“吃、穿、用、行”的母婴全产业链公司。当年，贝因美销售金额突破一亿元。2004年阜阳劣质奶粉事件以及2008年的三聚氰胺事件期间，贝因美均未受波及，因而市场份额不断扩大，并于2010年年底进入香港市场。
2008年，贝因美谋求登陆资本市场，但由于股权结构过于复杂，其首次IPO即被夭折。2011年4月，贝因美正式在深交所挂牌。同年7月，创始人谢宏因“个人健康”原因辞职，创下了中国上市公司创始人最快离职纪录。此后公司高管多次出现变动。在谢宏辞去董事长职务后，贝因美于2012年11月宣布出售婴童用品相关业务。
2013年，贝因美的营收达到61.17亿元，其在母婴店和商超渠道的婴幼儿配方奶粉市场份额排名第三，前两名的品牌分别是外资品牌惠氏、美赞臣，贝因美是唯一一家中国国产品牌。然而从2012年起，贝因美多次陷入食品安全危机。
2015年3月，新西兰恒天然集团以每股18元的价格，要约收购贝因美18.8%的股权，成为贝因美第二大股东。此后恒天然在2019年至2021年间通过减持逐步退出贝因美。
2016年，受到假奶粉事件及奶粉新政配方注册制的双重冲击，贝因美推出“买一赠一”销售活动，但未能让贝因美销售额有所增长，同时导致销售费用激增。翌年8月3日，贝因美四个系列12个产品通过国家食品药品监督管理总局的奶粉配方注册，其首九个文号0001到0009均由该公司获得。

### 经营危机
2016年、2017年，贝因美连续两年大幅亏损。贝因美公司表示亏损原因是假冒伪劣事件和国家政策改变。
2017年7月11日，由于业绩不佳等原因，贝因美股票遭遇闪崩，13点01分出现一笔6034手卖单，其后连续出现一两千手卖单，最后一笔2.29万手卖单，将贝因美直接跌停。当日贝因美股价报收11.97元，跌幅10%。翌日该公司宣布停牌。2017年贝因美亏损10亿后，贝因美与恒天然掀起了股权战，因而错失了2017年全面二孩政策实施后的发展机会。2017年起，贝因美在中国婴幼儿奶粉的市场份额持续下跌，排名第一的位置也被飞鹤所取代。
2018年4月27日，深圳證券交易所對貝因美發佈“退市风险警示”，股票简称由“贝因美”变更为“*ST因美”。2019年4月18日，贝因美被撤销了退市风险警示，股票简称由“*ST因美”重新变为“贝因美”。期间贝因美通过高管撤换、变卖资产等多种手段，在2018年扭亏为盈。2018年5月18日，谢宏再次担任董事长，被认为是重振的重要一步。另外包秀飞、张颖分别获任命为总经理及营销公司总经理，此前在知名奶粉品牌担任销售高管。但在此过程中，贝因美的净资产（归属于母公司股东的权益）持续减少，从2015年底的36.68亿元减少至2018年底的18.16亿元。由于资金极度紧缺，当年，谢宏与贝因美集团以及其关联的另外两家公司共同被执行标的金额4.95亿元。
2019年9月，贝因美公司名称更名为“贝因美股份有限公司”，并调整了业务范围。此前在贝因美关于更名的董事会表决中，当时的二股东恒天然表示反对，理由是“议案未经详细论证，无法判断其合理性，贝因美需要集中精力解决当前主营业务面临的问题”。关于业务范围的调整，贝因美相关负责人表示“食品业务不是贝因美的未来，更不是贝因美的全部，贝因美还在路上”。
2021年1月，总经理包秀飞离职后，谢宏开始兼任总经理职务。谢宏上任后，采取了一系列改善经营绩效、降本提效的措施，例如在2022年9月注销了位于广西北海市的儿童奶工厂。与此同时，贝因美开始从事代工生产业务，主要代工品牌为认养一头牛。2022年半年报显示，贝因美奶粉类产品生产量及销量同比上升均超30%，系OBM、ODM、OEM销量同比增加。但在2022年8月，贝因美在发布的《第二期股票期权激励计划实施考核办法》中披露了未来三年营收目标，计划2024年突破100亿。与2022年前三季度24亿元的营收相比仍有较大差距，经营危机仍存。
2023年1月12日，贝因美公告称，公司拟将自有土地、房屋、建筑物以及子公司所持土地、厂房、建筑物、在建工程以及机器设备等资产进行抵押贷款，所有资产账面价值合计10.43亿元。与此同时，公司还将向银行申请借款、承兑汇票等总计不超过26.3亿元的综合授信额度。此后，贝因美集团及其前两大股东谢宏、袁芳被浙江省杭州市中级人民法院执行标的3.16亿余元。

## 业务
贝因美主要产品为婴幼儿配方奶粉、营养米粉和其他婴幼儿辅食、营养品，另有成人配方奶粉产品。截至2022年，贝因美在杭州、黑龙江安达市、吉林敦化市、广西北海市、湖北宜昌市设有境内生产基地，另在爱尔兰、澳大利亚设有境外生产基地。大多数产品为自有工厂生产，少量产品采用OEM模式生产。其澳大利亚工厂曾由恒天然持有49%的股权。